# Навруз

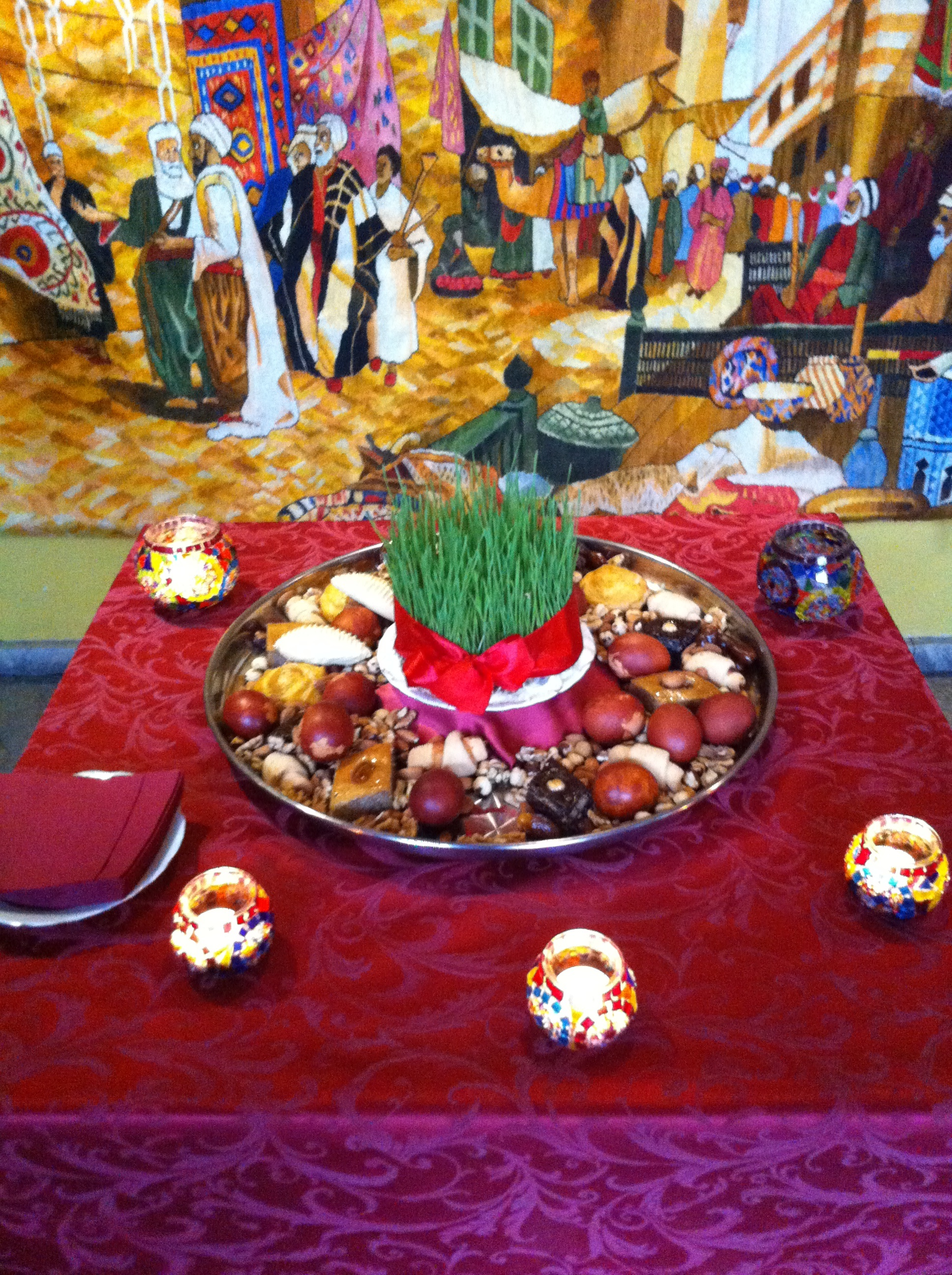
Святковий стіл із крашанками та пророщеною пшеницею «семені» (Азербайджан)

Навруз, Новруз, Ноуруз, Навре́з (крим. Navrez, від перс. نو/now (ноу) — «новий», та روز/ruz (руз) — «день») — свято початку нового року в іранських, деяких тюркських та деяких кавказьких народів, що були колись під владою Перської імперії. Свято відзначається 20, 21 чи 22 березня, тобто в день весняного рівнодення. Походження цього свята сягає своїм корінням дописемної епохи історії людства. Офіційний статус це свято отримало в Імперії Ахаменідів і тому отримало релігійну прив'язку до Зороастризму, через це іноді це свято також називають зороастрійським Новим роком. Місце новруза у свідомості народів, що його відзначають ілюструє той факт, що свято нікуди не зникло навіть після арабських завоювань, а мусульмани не завжди відзначалися віротерпимістю щодо звичаїв та обрядів інших релігій серед підкорених народів.

## Країни що відзначають Наврез
Зороастрійський Новий рік охоплює величезний ареал, який включає такі країни: Азербайджан (азерб. Novruz), Албанія (алб. Nevruzi), Афганістан (пушту نوروز), Бангладеш (бенг. নওরোজ), Ізраїль (івр. נורוז), Індія (гінді नौरोज़), Ірак (араб. نوروز), Іран (перс. نوروز), Казахстан (каз. Наурыз), Киргизстан (кирг. Нооруз), Китай (кит. 纳吾肉孜, пін. Nàwúròuzī), Пакистан (урду نوروز), Росія (ос. Новруз), Сирія (араб. نوروز), Таджикистан (тадж. Наврӯз), Туреччина (тур. Nevruz), Туркменістан (туркм. Nowruz), Узбекистан (узб. Navroʻz). Також до цього списку належить й Україна, на теренах якої це свято весни і землеробства (крим. Navrez) традиційно шанується та відзначається кримськими татарами. Кожен з народів відзначає це свято по-особливому, але є багато спільних традицій, притаманних абсолютно усім народам, що відзначають це велике свято.

## Наврез— нематеріальна культурна спадщина людства
Наврез включено до переліку об'єктів нематеріальної культурної спадщини ЮНЕСКО 12 країн, включаючи: Афганістан, Азербайджан, Індія, Іран, Ірак, Казахстан, Киргизстан, Пакистан, Таджикистан, Туреччина, Туркменістан, Узбекистан.
19 лютого 2010 року на 64-й сесії Генеральної Асамблеї ООН в рамках пункту 49 порядку денного «Культура миру» консенсусом було ухвалено резолюцію «Міжнародний день Навруз», яка визнає 21 березня як Міжнародний день Навруз та сприяє збереженню і розвитку культури і традицій, пов'язаних з Наврузом.
Генеральна Асамблея:
- Визнає 21 березня за Міжнародний день Навруз.
- Підтримує ініціативи держав-членів, у яких відзначається Новруз, щодо збереження та розвитку культури й традицій, пов'язаних з Наврузом;
- Закликає держави до прикладання зусиль для підвищення рівня інформованості про Навруз і за необхідності проводити щорічні заходи пов'язані з даним святом.
- Закликає держави, у яких відзначається Навруз, вивчати історію походження та традиції свята, з метою розповсюдження знань про спадщину Новруза у міжнародному середовищі;
- Пропонує зацікавленим державам та ООН, міжнародним та релігійним організаціям, а також не державним організаціям брати участь у заходах, організованих на честь Наврузу.

## Чершембе

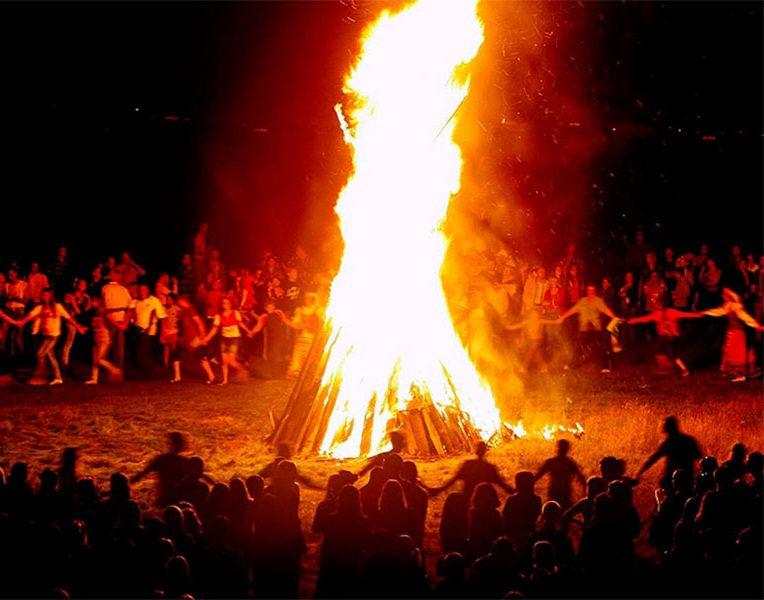
Чахаршанбе-Сурі

Перш ніж розпочати відзначення свята народи, що святкують Новруз, проводять традиційну підготовку до свята, яка отримала назву чершембе. Чершембе (в перекладі з тюркських мов — Середа) займає 4 тижні, по тижню на кожну з чотирьох стихій, які потрібно вшанувати і пробудити, адже лише коли вони прокинуться зможе прийти новий рік. До чотирьох стихій відносять вогонь, воду, землю та вітер. Традиційно, святкування проходять по вівторках, але після заходу сонця. У деяких східних традиціях, день закінчується з заходом сонця. Тому вечір вівторка після заходу сонця вважається середою (чершембе).
У тиждень вогню люди проводять різноманітні обряди з полум'ям, які здебільшого символізують очищення. До цих обрядів належать: підпалювання феєрверків та петард (більш сучасні та цікаві аналоги факелів та свічок які їх заміняли в давнину) та стрибки через вогнище. Стрибнути через вогонь потрібно 7 разів при цьому приспівуючи магічні пісні в яких люди просять у вогню забрати їх проблеми та незгоди і замінити їх теплом та енергією.
У тиждень присвячений воді люди проводять різні процедури пов'язані з водою. Нею бризкаються одне на одного, її розбризкують по оселі, через проточну воду стрибають як через вогнище. Ці обряди символізують очищення від гріхів.
У тиждень землі прийнято садити пророслі плоди пшениці, з яких згодом виходить сабза (головна страва-символ Новрузу яку за важливістю можна порівняти хіба що з паскою на Великдень)
На час чершембе припадає традиція, яка є дуже подібною до колядування. Діти одягаються у різні костюми, і обов'язково хтось серед них має бути в костюмі кози. Дітлахи ходять по оселях та б'ють ложками по посуду ознаменовуючи скорий прихід нового року, за що отримують різноманітні гостинці.
У цей же час на вулицях можна зустріти персонажа по імені Хаджі Фіруз, що сповіщає про прихід нового року. Зовні він виглядає як чоловічок у червоному костюмі і з чорним обличчям.
До настання свята прийнято пробачати старі образи, борги та залишати в минулому році подібні негаразди. Ще в XI ст. на честь приходу Новрузу злочинців випускали із в'язниць, про це зокрема згадує Фірдоусі у своїх прекрасних віршах.
За час підготовки до свята прийнято прибрати оселю та придбати новий одяг, щоб у такій чистій та новій обстановці зустріти новий рік.

## Традиційний святковий стіл
На святковому столі обов'язково повинно стояти 7 страв назва яких в мовах народів, що святкують новруз починається з літери «с» а саме: сюмелек (страва з пророщеного зерна схожа на наш кисіль), маслинка, оцет, яблука, часник, сумах (різновид прянощів) і сабза (пророщена пшениця). Сабза повинна бути в центрі стола. Біля неї ставляться дзеркало, свічка та яйце (крашанка). Свіча — це захист від злих духів, а яйце з дзеркалом — символи кінця та початку року. Яйце кладеться на дзеркало і новий рік прийде в ту мить, коли яйце похитнеться. Після цього ними починають цокатися, і той чиє яйце тріснуло, має виконувати бажання переможця.

## Святкування
Під час Новрузу прийнято ходити на пікніки та в гості. Інша традиція — підслуховувати розмови своїх сусідів — якщо вдалось почути щось хороше то й рік буде хорошим, і навпаки. У цей же час дівчата ворожать, набираючи у склянку воду і водячи над нею перстень прив'язаний до власного волосся, скільки разів перстень удариться об склянку, у стільки років вона одружиться. Також в ніч на Новруз потрібно ставити свічки в оселі, по свічці на кожного члена родини, не можна допустити щоб свічки погасли, погасла свічка — погана прикмета, що несе горе та нещастя.
До традиційних розваг на Новруз належать скачки, півнячі бої, стрільба з лука та боротьба верхи.
Одна з забав яка своїм корінням іде у прадавні часи і колись була не забавою, а серйозним обрядом, є Ханбеземе (перекладається як «одягти хана»). За умовами гри якогось одного випадкового пересічного обирають ханом. Його одягають, садять на трон, поруч з ним ставлять свиту та візира. Хан усіма командує, віддає накази судить і т. д.. При цьому всьому навколо нього бігають блазні, які так чи інакше намагаються видавити з хана хоча б посмішку. Якщо хан посміхнеться, то його скидають з трону, лупцюють і обирають нового хана, і так до переможного кінця.

## Святкування в Україні

### Кримські татари/киримли
Іще за тиждень до свята господині починають готуватися до нього: білять, порядкують та оздоблюють домівку й подвір'я, викидають старі речі. Чоловіки ладнаються до оранки, рихтують сільськогосподарське приладдя. Хлопчики роблять маски та костюм кози (вивертають шубу і проробляють до неї хвіст). Безпосередньо за день до Наврезу жінки варять (але не фарбують) яйця, печуть усілякі солодощі, готують кобете (листковий м'ясний пиріг) і бурму. Невід'ємним атрибутом свята також є суп із курки з локшиною, вважається доброю прикметою, якщо локшина «втече» з каструлі: значить рік буде врожайним.
У святковий вечір розводиться багаття, у якому й спалюють непотріб, бризкають один в одного водою. Із початком темряви хлопчики збираються групами по 3-7 осіб. Один із них вбирається козою, а інші вдягають маски. У руках вони тримають гілочки з прикріпленими квітами пролісків. Хлопці переходять від хати до хати, виспівуючи наврезових пісень і бажаючи щастя господарям. За це господарі пригощають їх солодощами й горіхами.
За два дні до Наврезу молодиці збираються в одній з домівок, де готуються до ворожіння. Для цього в глечик з водою вони кидають свої каблучки й намиста, і на ніч глек ставлять під кущ троянди. Наступної ночі, перед Наврезом, дівчата збираються біля цього куща; наймолодшій з них зав'язують очі, і вона витягає з глечика прикрасу, в жартівливій формі передрікаючи долю їх власниці в прийдешньому році: чи вийде заміж, яким буде її наречений, до якої родини вона потрапить.
21 березня старці та літні люди виконують ранішній намаз, після чого навідують могили своїх родичів, наводячи порядок і читаючи поминальні молитви. Цього дня прохають Бога й духи померлих про гарний врожай і збільшення стада. Дівчата й хлопчики вдягаються в святкове вбрання зеленого кольору, що уособлює пробудження природи.
Наврез є водночас і першим місяцем робіт у полі. Чоловіки виходять у поле, найшанованіший старець, прочитавши молитву, проводить першу борозну й кидає в землю жменю насіння майбутнього врожаю. Етнографічні матеріали свідчать, що початково Наврез (21 березня) означав для кримських татар сільськогосподарський новий рік, який закінчувався 22 вересня іншим кримським святом — Дервізою.

### Курди
Курди називають це свято «Новруз». Зараз це Зороастрійське свято втратило свою релігійну складову, та стало елементом етнічного самовизначення народів, які його святкують. Наприклад в Туреччині з 1925 по 1991 рік відзначання цього свята було категорично заборонено. Сміливців-курдів, які шанували це, чекало покарання — провести багато років за ґратами.
Історія цього свята обросла національними легендами. Курдська легенда звучить таким чином: «В 612 г до н. е. Курдистаном керував тиран Дахак. Одного разу він захворів страшною хворобою, яку можна було б лікувати ще страшнішими ліками. Він щодня вбивав двох найкрасивіших юнаків і прикладав їх мозок до рани. Нещасних і приречених на смерть підняв на боротьбу коваль Кава. У Кави було п'ять синів і, коли прийшла їх черга, батько встав на їх захист. Він з декількома сміливцями напав на охорону і вбив деспота. Потім легендарний герой піднявся на високу скелю і розвів величезний вогонь, щоб люди дізналися про свободу, що настала.»